# Ixhuatlán del Café
Ixhuatlán del Café là một đô thị thuộc bang Veracruz, México. Năm 2005, dân số của đô thị này là 19404 người.